# کیت واترهاوس
کیت واترهاوس (انگلیسی: Keith Waterhouse؛ ۶ فوریه ۱۹۲۹ – ۴ سپتامبر ۲۰۰۹) یک فیلم‌نامه‌نویس، نمایش‌نامه‌نویس، ستون‌نویس، روزنامه‌نگار و رمان‌نویس بود.
 از آثار مشهور او می‌توان به رمان بیلی دروغگو (۱۹۵۹) و نمایش‌نامه جفری برنارد ناخوش است (۱۹۸۹) اشاره کرد.